# Serrières (Ardèche)
Serrières is een gemeente in het Franse departement Ardèche (regio Auvergne-Rhône-Alpes). De plaats maakt deel uit van het arrondissement Tournon-sur-Rhône. Serrières telde op 1 januari 2022 1.074 inwoners.

## Geografie
De oppervlakte van Serrières bedroeg op 1 januari 2022 3,96 vierkante kilometer; de bevolkingsdichtheid was toen 271,2 inwoners per km².
De onderstaande kaart toont de ligging van Serrières met de belangrijkste infrastructuur en aangrenzende gemeenten.

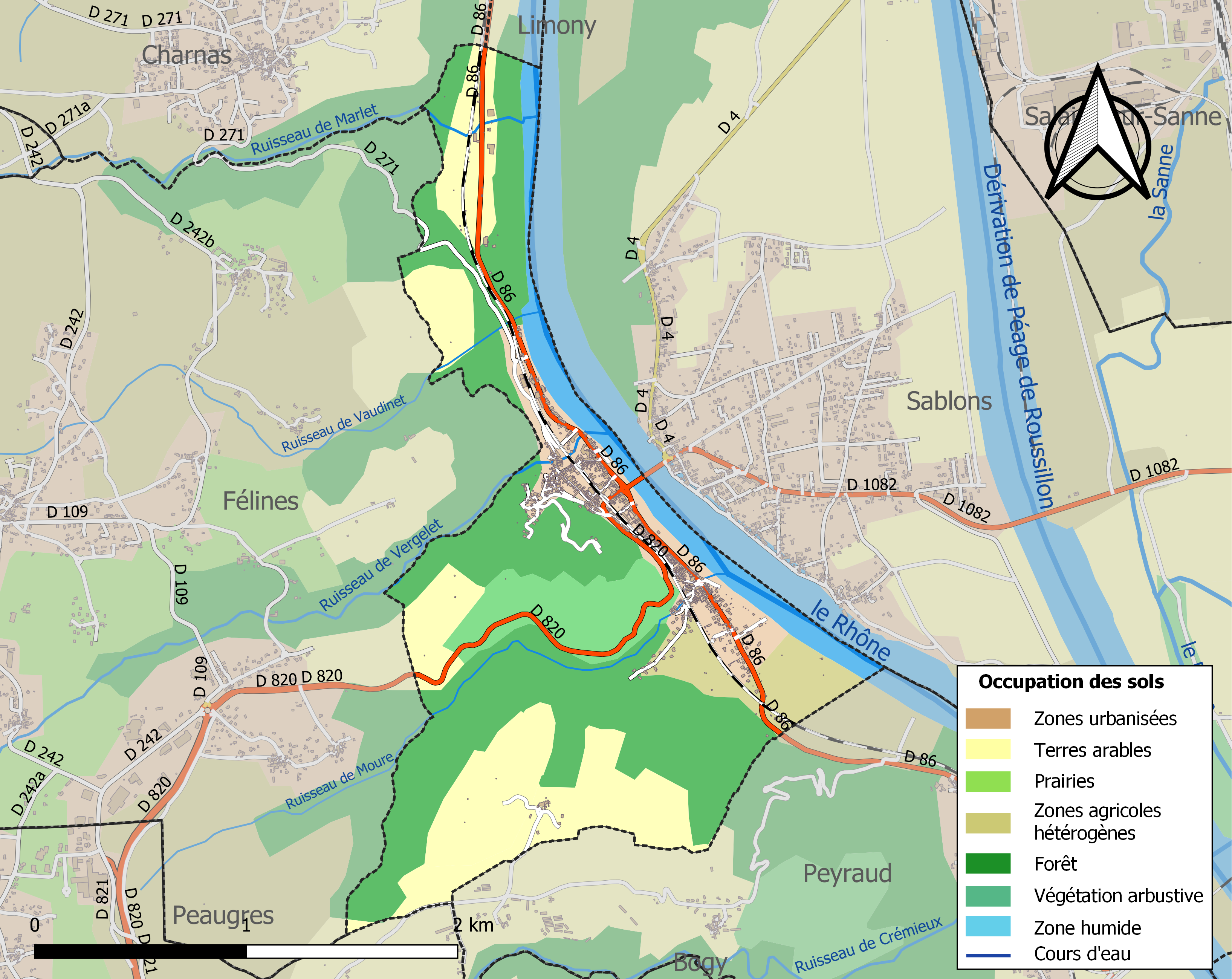

## Demografie
Onderstaande figuur toont het verloop van het inwonertal (bron: INSEE-tellingen).

Vanwege een beveiligingsprobleem met de MediaWiki Graph-software is het momenteel niet mogelijk deze grafiek weer te geven. Zodra de software is bijgewerkt zal de grafiek vanzelf weer zichtbaar worden.